# Моника (святая)
Мо́ника Тага́стинская (лат. Monica, 331, Африка — 387, Остия Антика) — христианская святая. Основным источником, повествующим о её жизни, является «Исповедь» одного из её детей — блаженного Августина.

## Биография
Моника родилась в христианской семье, вероятно, берберского происхождения. Большое влияние на неё оказала старая служанка. В молодости Моника пристрастилась к алкоголю, но сумела избавиться от вредной привычки. Вскоре девушку выдали замуж за Патриция, чиновника из города Тагасты (нынешний Сук-Ахрас в Алжире). По воспоминаниям Августина, это был добрый человек, который, тем не менее, часто изменял жене и ругал её. Супруга, напротив, отвечала ему полной преданностью и покорностью, что и привело к обращению Патриция в христианство.
Своего сына Моника воспитывала в христианском духе, но не крестила. Впоследствии ей было несколько видений, касавшихся его будущего. Мать была против переезда Августина в Италию, но затем и сама последовала за ним. Там Моника стала ученицей Амвросия Медиоланского, который обратил в ортодоксальное христианство и её сына. Умерла в Италии, прося поминать её в церкви.
Всплеск интереса к Монике возник в 1430 году, в связи с перенесением её мощей из Остии в Рим. В честь святой названо несколько городов, ей посвящены церкви в Остии, Риме, Неаполе, Флоренции и других местах. В живописи к её образу обращались Франческо Боттичини, Ари Шеффер и др.

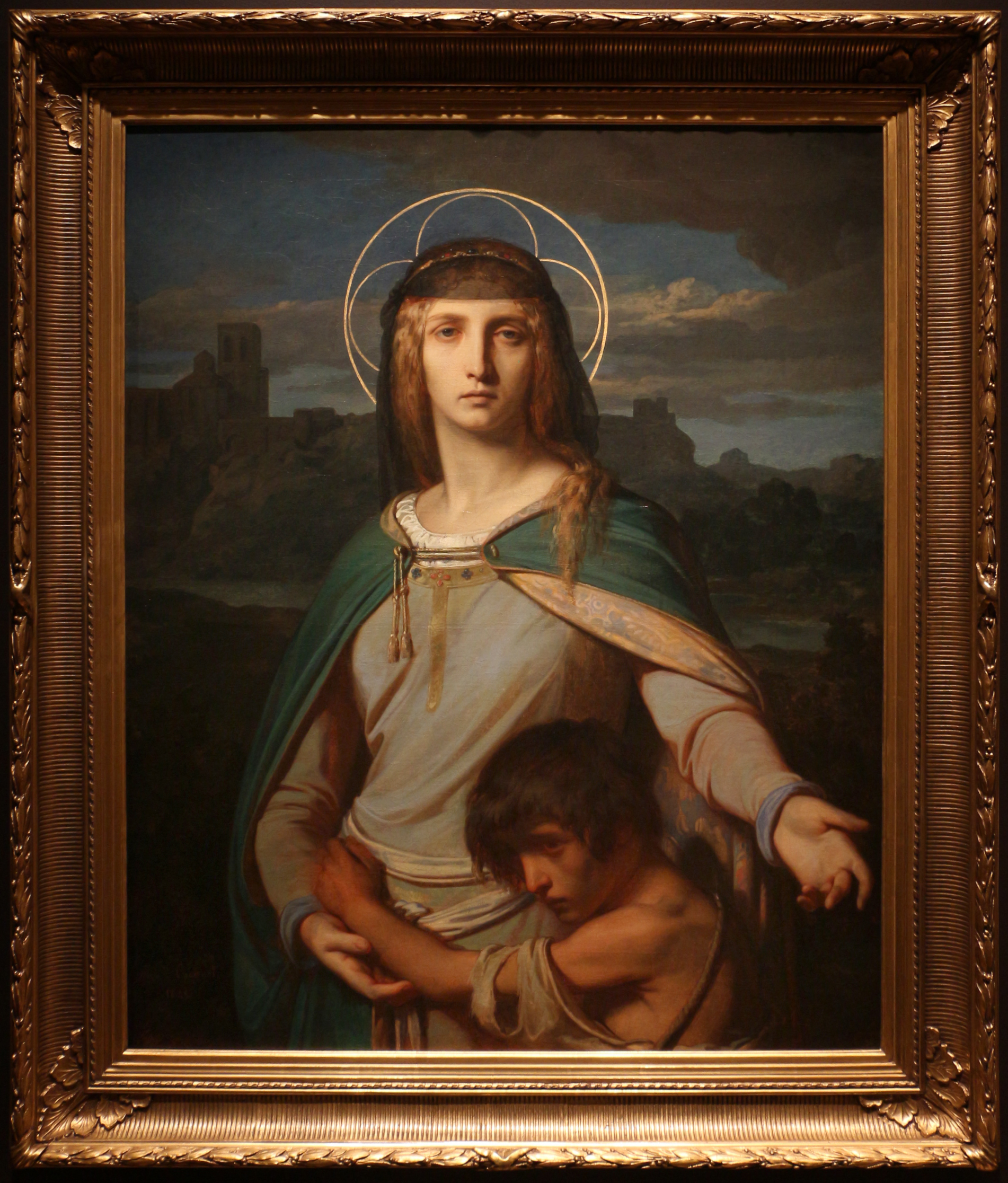
Saint Monica in a landscape (1845) Александр Кабанель